# New York Dolls
New York Dolls – amerykański zespół rockowy działający w Nowym Jorku w latach 1971–1975 i ponownie od 2004. W pierwszym okresie działalności muzycy nagrali dwie płyty, które później wywarły duży wpływ na kształtowanie się muzyki punkrockowej, a image członków zespołu jeszcze w latach 80. znajdował odbicie w wizerunku wykonawców z kręgu nowej fali oraz glam metalu. New York Dolls zapoczątkowali również działalność sceny nowojorskiej na którą złożyły się zespoły: m.in. Ramones, Blondie, Television czy Talking Heads.
W 2004 trzech członków oryginalnego składu: wokalista David Johansen, gitarzysta Sylvain Sylvain i basista Arthur Kane wznowiło działalność (Kane wkrótce zmarł), która trwa do dziś – nagrywając w ostatnich latach dwa kolejne albumy studyjne.

## Historia

### 1971–1975: Pierwszy etap
Początki zespołu sięgają 1968, kiedy gitarzysta Sylvain Sylvain i perkusista Billy Murcia zaczęli grać w zespole The Pox. Gdy ich frontman zrezygnował z gry obaj zajęli się handlem odzieżą na jednej z nowojorskich ulic naprzeciwko warsztatu lalkowego noszącego nazwę „New York Doll Hospital”. Gdy w 1970 zaczęli ponownie grać werbując do zespołu Johnny’ego Thundersa w roli basisty to miejsce zainspirowało nazwę dla zespołu. Kiedy Sylvain wyjechał na kilka miesięcy do Londynu – drogi Thundersa i Murcii na pewien czas rozeszły się.
Thunders trafił do grupy Actress (w dzielnicy Bronx) prowadzonej przez basistę Arthura Kane’a i gitarzystę Ricka Rivetsa. W nowym zespole pełnił obowiązki wokalisty i gitarzysty rytmicznego. Wkrótce za jego sugestią przyjęto również Murcię (w 2000 wytwórnia Get Back Records wydała nagrania Actress jako Actress: Birth of the New York Dolls). Kiedy rola frontmana przestała mu odpowiadać – w składzie pojawił się wokalista David Johansen. W tym składzie New York Dolls zagrali swój pierwszy występ w wigilię 1971 roku w schronisku dla bezdomnych „Endicott Hotel”. Kilka miesięcy później Ricka Rivetsa (który utworzył grupę The Brats) zastąpił Sylvain Sylvain.
Muzycy inspirowali się różnymi wykonawcami rhytm’n’bluesowymi (wczesne dokonania Rolling Stones), psychodelicznymi (przede wszystkim zespoły pokroju MC5 i The Stooges), a także glam–rockowymi (Marc Bolan). Stworzyli repertuar na swój własny sposób – Stephen Thomas Erlewine opisał: „właściwie to nie brzmią jak coś co było wcześniej. To hard rock z inteligentną wymową, celebrujący kampowi i kiczowi, zachowując przy tym coś agresywnego i odpychającego”. Brzmienie zespołu było zbudowane na bazie bluesa o czym świadczą zagrywki Johansena na harmonijce ustnej, a także zawarte na dwóch pierwszych albumach covery piosenek pierwotnie wykonywanych przez Bo Diddleya, The Drells, Sonny Boy Williamsona, The Coasters czy The Jay Hawks. Płyta Private World: The Complete Early Studio Demos 1972–1973 wydana w 2008 zawiera ich wersje utworów Otisa Reddinga, Gary’ego U.S. Bondsa, Chucka Berry’ego, The Shangri-Las oraz Muddy’ego Watersa. Wpływ muzyki jazzowej miał szczególne znaczenie dla Johansena, którego kariera w kolejnych latach opierała się na współpracy m.in. z jazzmanem Big Jayem McNeelym i bluesmanem Hubertem Sumlinem.
Kiedy New York Dolls mieli już menedżera i przyciągnęli pewne zainteresowanie przemysłu muzycznego – Rod Stewart zaprosił ich, aby otworzyli jego występy w Londynie (wówczas glam–rockowej stolicy). W czasie pobytu w Wielkiej Brytanii zmarł Murcia (7 listopada 1972), co uniemożliwiło zespołowi granie kolejnych koncertów i muzycy musieli wracać do Nowego Jorku (w tym czasie New York Dolls nie posiadał jeszcze kontraktu płytowego). Po powrocie urządzili przesłuchanie perkusistów. Wybór padł na Jerry’ego Nolana i w marcu 1973 Paul Nelson z firmy Mercury Records podpisał z nimi kontrakt.
Debiutancki album pt. New York Dolls wyprodukowany przez Todda Ryndgrena został wydany w sierpniu 1973 roku. Sprzedaż płyty była powolna zwłaszcza w USA, gdzie glam rock nie cieszył się zbyt wielką popularnością.

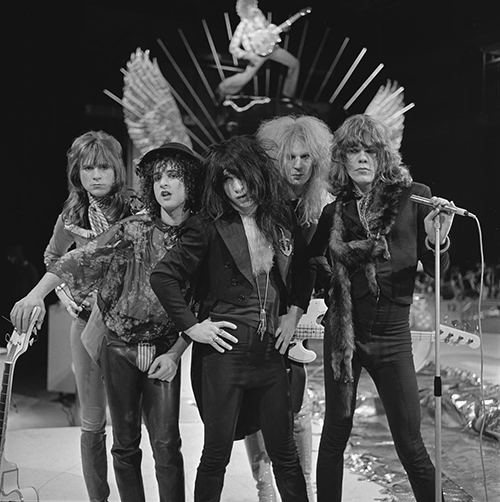
New York Dolls, 1973

Publiczność amerykańska miała podzielone zdanie na temat New York Dolls – ankiety magazynu Creem ukazały ich jako najlepszą i najgorszą grupę 1973 roku. Zespół w tym czasie koncertował w USA, a później pojawił się również w Europie. Pokazano ich w brytyjskiej telewizji BBC w programie „Old Grey Whistle Test”, gdzie prowadzący dziennikarz Bob Harris naśmiewał się z nich nazywając „kpiną z rocka”. Choć Harris i dużo „starej gwardii” wśród dziennikarzy oraz krytyków pozostawało nieugiętych, to młodzi fani w całej Wielkiej Brytanii nie zgodzili się z tym, a prosta muzyka New York Dolls była wymieniana jako główny czynnik w rodzącym się kilka lat później nurcie punkrockowym.
Do produkcji kolejnego albumu Too Much Too Soon (1974) kwintet wybrał producenta w osobie George’a Mortona, który w połowie lat 60. produkował nagrania The Shangri-Las. Krótko po ukazaniu się płyty na rynku firma Mercury Records opuściła zespół. W 1975 muzycy pogrążeni w narkotykowych nałogach i personalnych sprzeczkach zatrudnili jako menedżera Malcolma McLarena, który miał pomóc im wyjść na prostą. Prowokacyjne pomysły, które później urządzał z Sex Pistols zniszczyły wizerunek New York Dolls (muzycy występowali w czerwonych skórach z radziecką flagą w tle).
Era Malcolma McLarena została uchwycona na koncertowym albumie Red Patent Leather wydanym dopiero w 1984 przez firmę Fan Club. We wkładce oprócz Johansena, Thundersa, Sylvaina, Kane’a i Nolana pojawia się nazwisko Petera Jordana, któremu przypisany jest „drugi bas”. Płyta zawiera wiele piosenek, które były prawdopodobnie przeznaczone na trzeci album. Niektóre z tych utworów zostały później wykorzystane przez Johansena i Sylvaina w ich solowych projektach.
Latem 1975 podczas trasy koncertowej po Florydzie zespół opuścili Thunders i Nolan (na czas dokończenia trasy Thundersa zastąpił Blackie Lawless). Utwory New York Dolls bez ich udziału można znaleźć na bootlegu „Tokio Dolls Live” (Fan Club Records 1986) zawierającym nagrania z japońskiego koncertu w sierpniu 1975. Do Johansena, Sylvaina i Jordana dołączyli: klawiszowiec Chris Robinson oraz perkusista Tony Machine. Niewiele później zespół przestał istnieć.

### 1975–2004: Przerwa
Po odejściu z New York Dolls Thunders i Nolan utworzyli razem z basistą Richardem Hellem (ex–Television) zespół The Heartbreakers, z którym wzięli udział m.in. w brytyjskiej trasie „Anarchy Tour” w grudniu 1976 u boku Sex Pistols, The Clash i The Damned. Heartbreakers nagrali tylko jeden album i w 1978 przerwali działalność.
W tym samym roku Thunders nagrał płytę So Alone, którą rozpoczął karierę solową trwającą całe lata 80. Później na krótko przyłączył się do ex–gitarzysty MC 5 Wayne’a Kramera w grupie Gang War. Zmarł w Nowym Orleanie 23 kwietnia 1991 wskutek przedawkowania metadonu.
Jerry Nolan po rozwiązaniu The Heartbreakers związał się z grupą The Idols, która nagrała tylko jednego singla (później krótko towarzyszyła na koncertach Sidowi Viciousowi). Zmarł 14 stycznia 1992 po udarze mózgu spowodowanym zapaleniem opon mózgowych.
David Johansen kontynuował karierę jako solista nagrywając kilka albumów solowych pod własnym nazwiskiem, a także jako Buster Poindexter. Później współpracował m.in. z jazzmanem Big Jayem McNeelym i bluesmanem Hubertem Sumlinem.
Sylvain Sylvain po rozpadzie New York Dolls również rozpoczął karierę solową – nagrał kilka albumów m.in. z utworzona przez siebie grupą The Criminals. Później pracował jako taksówkarz w Nowym Jorku. Na początku lat 90. przeprowadził się do Los Angeles, gdzie nagrał album „Sleep Baby Doll”(reedycja tego albumu wydana jest jako „New York A Go Go”) z towarzyszeniem m.in. Franka Infante'a (ex–Blondie) oraz Boba Andrewsa (ex – Generation X).

### od 2004: Powrót
Morrissey, który w latach 70. prowadził fanclub New York Dolls w Wielkiej Brytanii pełniąc w 2004 roku funkcję opiekuna festiwalu w Meltdown doprowadził do zejścia się trzech żyjących członków zespołu: Johansena, Sylvaina i Kane’a. Grupa zagrała w składzie uzupełnionym o gitarzystę Steve’a Conte’a i perkusistę Gary’ego Powella. W tym czasie powstał też film dokumentalny New York Doll (2005 reż. Greg Whiteley) ukazujący powrót New York Dolls na scenę jako kontrast z punktem widzenia Arthura Kane’a, który wcześniej nawrócił się do Kościoła Jezusa Chrystusa Świętych w Dniach Ostatnich (mormoni). Zespół zagrał jeszcze na kilku brytyjskich festiwalach, po czym plany dalszej działalności przerwała śmierć Kane’a 13 lipca 2004.
W lipcu 2005 Johansen i Sylvain zapowiedzieli dalszą działalność oraz nowy album studyjny One Day It Will Please Us to Remember Even This, który ukazał się 25 lipca 2006. Oprócz Johansena i Sylwaina udział w nagraniach wzięli: gitarzysta Steve Conti, basista Sami Yaffa (ex–Hanoi Rocks i JetBoy), perkusista Brian Delaney i klawiszowiec Brian Koonin (dawny członek zespołu Johansena). Rok 2006 przeszedł muzykom pod znakiem koncertów. W 2007 New York Dolls odwiedzili m.in. Australię i Nową Zelandię występując tam u boku m.in. Pixies, Pet Shop Boys, Gnarls Barkley, Becka, Jarvis Cocker i Phoenix. W listopadzie 2008 muzycy zapowiedzieli nowy album, który ukazał się 5 maja 2009 pt. Cause I Sez So. Płyta została nagrana przy pomocy producenta Todda Rundgrena (tak jak w przypadku debiutanckiej płyty).

## Znaczenie New York Dolls w muzyce rockowej
Muzyka New York Dolls wpłynęła na całą rzeszę muzyków i zespołów tj. Kiss, Hanoi Rocks, Blondie, The Clash, Ramones, The Dead Boys, Mötley Crüe, Guns N’ Roses, The Damned, The Smiths i Japan. Duży wpływ miała również na członków zespołu Sex Pistols, a zwłaszcza gitarzystę Steve’a Jonesa, który pozostawał pod wyraźnym wpływem Johnny’ego Thundersa (naśladując nawet jego ruchy na scenie)
Krytyk muzyczny Ira Robbins napisał: „(New York Dolls) w pojedynkę zaczęli grać na lokalnej scenie, a później dopiero pojawili się Ramones, Blondie, Television, Talking Heads i inni. Klasyczny przypadek: całość jest czymś więcej niż sumą części – Dolls byli czymś więcej niż tylko zespołem. Ich oddana publiczność stała się wkładem do szalki Petriego, którą stanowiła scena. Ona naśladowała swoich idoli i utworzyła cztery grupy na ich wizerunek”
Wielbicielami New York Dolls są także Morrissey z The Smiths oraz Michael Stipe i Peter Buck z R.E.M. Morrissey zanim rozpoczął swoją karierę muzyczną napisał o nich książkę: New York Dolls – Babylon Books (Manchester, 1981)

## Muzycy
- David Johansen – wokal (1971–1975; od 2004)
- Johnny Thunders – gitara, wokal (1971–1975)
- Rick Rivets – gitara (1971–1972)
- Arthur Kane – gitara basowa (1971–1975; 2004)
- Billy Murcia – perkusja (1971–1972)
- Sylvain Sylvain – gitara, wokal (1971–1975; od 2004)
- Jerry Nolan – perkusja (1971–1975)
- Peter Jordan – gitara basowa (1975)
- Chris Robison – instr. klawiszowe (1975)
- Tony Machine – perkusja (1975)
- Blackie Lawless – gitara (1975)
- Gary Powell – perkusja (2004)
- Steve Conte – gitara (od 2004)
- Sami Yaffa – gitara basowa (od 2005)
- Brian Delaney – perkusja (od 2005)
- Brian Koonin – instr. klawiszowe (od 2005)

## Dyskografia

### Albumy studyjne
- New York Dolls (1973)
- Too Much Too Soon (1974)
- One Day It Will Please Us to Remember Even This (2006)
- Cause I Sez So (2009)
- Dancing Backward in High Heels (2011)

### Albumy koncertowe
- Red Patent Leather (1984)
- Return of the New York Dolls: Live From Royal Festival Hall (2004)

### Albumy demo
- Lipstick Killers–The Mercer Street Sessions 1972 (1981)
- Actress: Birth of the New York Dolls (2000)
- Private World: The Complete Early Studio Demos 1972–1973 (2008)

### Single
- „Jet Boy” (1973)